# SD-WAN
SD-WAN é a sigla para se referir ao termo "Software-Defined Wide Area Network". Trata-se de uma abordagem onde as definições de tráfego são controladas por software de forma a se criar uma sobreposição virtual para permitir a conectividade no âmbito de redes WAN. As técnicas em torno do SD-WAN visam a separação do plano de controle e do plano de dados na rede, também, na criação e gerenciamento de métricas que consideram os requisitos de desempenho das aplicações e não apenas dos links, como ocorre nas abordagens tradicionais quando se utiliza unicamente protocolos do tipo "path-vector", "link-state" e "distance-vector".
Entre as vantagens da tecnologia, podemos destacar:
- Simplificar as definições de tráfego com maior foco no negócio;
- Possibilidade de uso de links com tecnologias distintas, visando redução de custos;
- Maior taxa de aproveitamento em operações com múltiplos links;
- Utilização mais seletiva das conexões gerando um melhor desempenho de banda para aplicações essenciais ao negócio;

A tecnologia SD-WAN permite a combinação de diversos links, por exemplo um  link dedicado e uma conexão 4G de forma a obter-se a melhor performance, e ao mesmo tempo, a mais alta disponibilidade (somando as performances e disponibilidades).
Note que em um cenário assim a internet dedicada, por ser uma conexão mais robusta e de maior capacidade e simétrica, escoará a maior tráfego na maior parte do tempo, porém não necessariamente 100% de ambos (pois o 4G será preferido em situação em que, por exemplo, houver algum problema de ordem técnica no link dedicado).
Esse mesmo raciocínio aplica-se a conexões ponto a ponto (lan to lan) roteadas por internet, podendo existir aumento de performance se as plataformas SD-WAN das duas pontas estiverem integradas.

## Visão geral

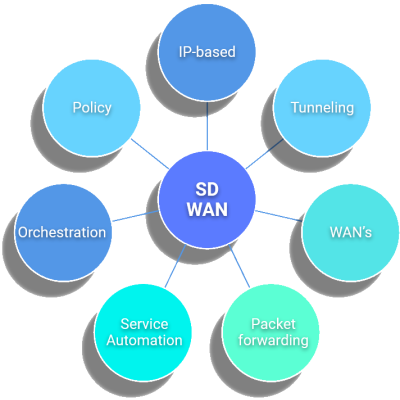
SD-WAN

A abordagem com SD-WAN não visa substituir tecnologias ou equipamentos de rede, mas sim adicionar uma nova possibilidade de gerenciamento onde é viável utilizar diferentes tecnologias de conexão (link dedicado, MPLS, ADSL, 3G, satélite, 4G, etc) de forma simplificada. Essas diferentes tecnologias de link apresentam valores significativamente distintos e, dependendo da finalidade, podem ser substituídas ou mescladas para atender o objetivo desejado. Logo, um dos benefícios do SD-WAN está nessa flexibilidade.
Uma vez feita a separação do plano de controle e do plano de dados, a solução responsável por implantar o SD-WAN pode atuar com foco nas aplicações em trânsito. Isso permite ter regras de tráfego de maneira que alguns links possam atuar como circuitos dedicados para determinados aplicativos/serviços em função do monitoramento da qualidade deste link. Os principais fabricantes de SD-WAN agregam em suas soluções o controle centralizado de todos os componentes e a capacidade de monitorar todos os caminhos de transporte, gerando métricas e ações que podem ser automatizadas.
Os acordos de nível de serviço (SLA) são uma característica de muitos fornecedores de SD-WAN no que diz respeito ao monitoramento dos links. Dentre as métricas analisadas existe a possibilidade de avaliar a banda, latência, perda de pacote, e jitter para se criar os critérios de qualidade mínima, e então definir a prioridade de cada link em função das aplicações que se deseja transitar no mesmo.
O MEF (Metro Ethernet Forum) publicou o primeiro padrão de serviço SD-WAN, o MEF 70, que define as características fundamentais de um serviço SD-WAN, além de requisitos e atributos de serviço.